# Samoapfuhlhuhn
Das Samoapfuhlhuhn (Gallinula pacifica, Synonym: Pareudiastes pacificus), auch Samoa-Waldralle genannt, war eine fast flugunfähige Ralle, die als Endemit auf der samoanischen Insel Savai'i lebte und wahrscheinlich ausgestorben ist.  Oft wird sie in eine eigene Gattung Pareudiastes gestellt, da sie sich durch eine bodenbewohnende Lebensweise und teilweise nächtlichen Lebensrhythmus auszeichnet. In der Sprache der Samoaner wurde sie als puna'e („Eine, die hochspringt“) bezeichnet, was auf die Angewohnheit zurückgeführt wird, dass sie mit einem Luftsprung in die Deckung flüchtete, sobald sie aufgeschreckt wurde.

## Merkmale
Die kleine Ralle erreichte eine Länge von ca. 25 cm. Das Gefieder war dunkelblau an Kopf, Nacken und Brust im Kontrast zum Schwarzen Rumpf und Schwanz. Der Rücken war dunkelolivgrün mit grünlichem Schimmer. Schnabel und Blesse waren gelblich bis orangerot, Augen und Beine rot.

## Lebensweise
Die relativ großen Augen weisen auf eine nächtliche Lebensweise hin. Der Lebensraum waren die Bergwälder Samoas und die Nahrung bestand aus Insekten und anderen Kleinlebewesen, die durch Graben in der Laubstreu erbeutet wurden. Gefangene Tiere vertrugen kein vegetarisches Futter. Die Eier, die dem Vogel zugeschrieben wurden, wurden in Bodennestern aus Zweigen und Gras abgelegt. Die Einheimischen behaupteten jedoch, dass der Vogel in Erdhöhlen niste, aber es ist nicht sicher, ob es sich dabei um eine Verwechslung mit Sturmvögeln oder Sturmtauchern handelt, die ähnliche Grunzlaute von sich geben, oder ob diese Einheimischen einfach von Erdmulden sprachen.

## Aussterben
Das Samoapfuhlhuhn wurde 1869 von Johann Stanislaus Kubary erstmals gesichtet und das letzte Exemplar bereits 1873 während der britischen Challenger-Expedition gesammelt. Die offizielle Erstbeschreibung der Art erfolgte 1871 durch Gustav Hartlaub und Otto Finsch. Insgesamt gibt es nur zehn oder elf bekannte Exemplare und ein oder zwei Eier in Museen in Leiden, New York, Liverpool und London.
Offenbar starb die Art bereits in den 1870ern aus aufgrund eingeführter Tierarten wie Ratten und verwilderten Katzen. Außerdem wurde sie als wohlschmeckend beschrieben und offensichtlich bejagt. Reed zeichnete 1980 den Zeitzeugenbericht eines Einheimischen auf, der berichtete, dass die Art seit 1907 ausgestorben sei. Es gab jedoch noch unbestätigte Sichtungen in Hochlandwäldern 1984 (22. und 23. August). 2003 wurde im Spätjahr ein tiefer, glucksender Ruf „ooh-ooh-ooh“ gehört, der nicht zu den Rallenarten passt, die noch auf Savai'i überlebt haben. Sollte die Art überlebt haben, steht sie weiterhin in Gefahr, weil die Lebensräume möglicherweise abgeholzt werden.